# Енбекши (Тюлькубасский район)
Енбекши (каз. Еңбекші) — село в Тюлькубасском районе Туркестанской области Казахстана. Входит в состав Машатского сельского округа. Код КАТО — 516053300.

## Население
В 1999 году население села составляло 418 человек (202 мужчины и 216 женщин). По данным переписи 2009 года, в селе проживали 442 человека (220 мужчин и 222 женщины).